# Magnificat (Rutter)

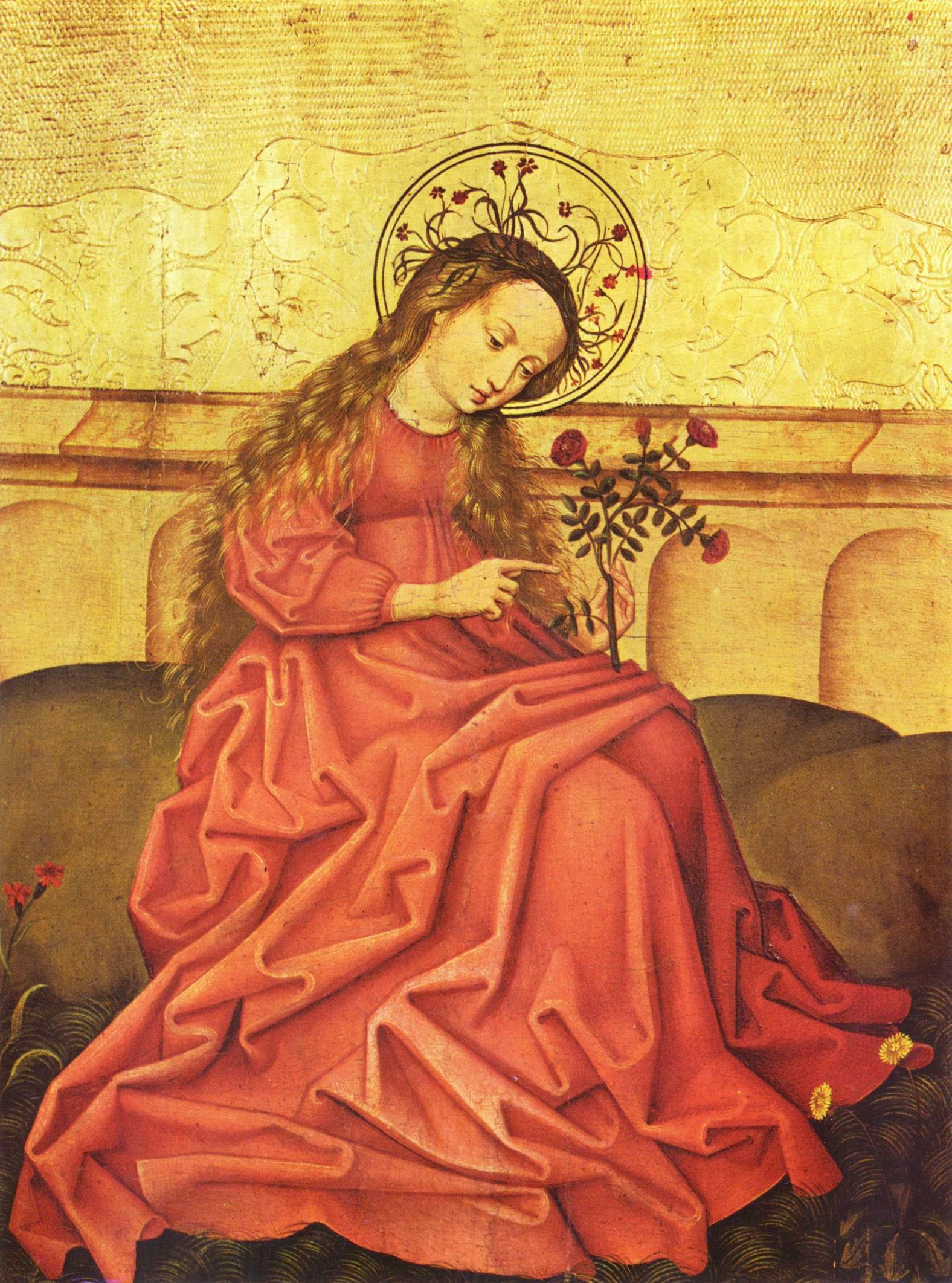
Madonna im Gärtchen, anonymer Rheinischer Meister, 16. Jahrhundert. Wie im eingefügten Satz Of a Rose aus dem 15. Jahrhundert wird Maria mit einer Rose in Beziehung gesetzt.

Das Magnificat von John Rutter ist eine Vertonung des biblischen Gesangs Magnificat, die 1990 vollendet wurde. Die ausgedehnte Komposition in sieben Sätzen ist gesetzt „for soprano or mezzo-soprano solo, mixed choir, and orchestra (or chamber ensemble)“ (für Solo-Sopran oder Mezzosopran, gemischten Chor und Orchester (oder Kammerensemble)). Sie basiert auf dem Text in lateinischer Sprache mit eingefügten anderen Texten. Der zweite Satz ist ein altes englisches Gedicht mit marianischen Themen, „Of a Rose, a lovely Rose“ (Von einer Rose, einer lieblichen Rose). Weitere Sätze beinhalten den Beginn des Sanctus und ein lateinisches an Maria gerichtetes Gebet. Die Musik enthält Elemente lateinamerikanischer Musik.

## Geschichte und Text
Das Magnificat ist einer von drei Gesängen des Neuen Testaments, neben dem Nunc dimittis und dem Benedictus. Maria singt ihn bei ihrem Besuch ihrer Verwandten Elisabet, der im Lukas-Evangelium berichtet wird (Lk 1,39-56 ). Es ist täglich Bestandteil der Vesper und des anglikanischen Evensong.
John Rutter folgte der langen Tradition, die Worte musikalisch zu setzen. Wie Bach in seinem Magnificat, strukturierte er den Text in mehreren Sätzen von unterschiedlichem Charakter. Er schrieb es als Auftragswerk für MidAmerica Productions, einen Konzertveranstalter in New York, der in Carnegie Hall mit einem Chor von ungefähr 200 Stimmen aus den Vereinigten Staaten Konzerte aufführte. Der Komponist fühlte sich inspiriert von „jubilant celebrations of Mary in Hispanic cultures“ (fröhlichen Marienfesten in lateinamerikanischen Kulturen) und legte das Werk als „bright Latin-flavoured fiesta“ (helle Latino-Fiesta) an. Zusätzlich zum liturgischen lateinischen Text wählte Rutter ein englisches Gedicht des 15. Jahrhunderts, das Maria mit einer Rose vergleicht. Im dritten Satz lässt er auf den Text des Magnificat „sanctum nomen eius“ (seines heiligen Namens) den Beginn des Sanctus folgen. In den abschließenden Text der Doxologie ist ein lateinisches Gebet eingeschlossen, „Sancta Maria, succure miseris“ (Heilige Maria, hilf den Bedürftigen). Rutter fertigte für das gesamte Werk eine singbare englische Version an.

## Besetzung

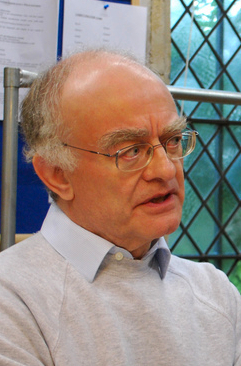
Der Komponist (2012)

Rutter setzte das Werk für eine Frauenstimme (Sopran oder Mezzosopran), die teilweise Maria verkörpert, und einen gemischten Chor, meist SATB, jedoch manchmal mit geteilten Stimmen. Rutter bietet zwei Versionen, für Orchester oder Kammerensemble. Das Orchester besteht aus:
- Holzblasinstrumente: 2 Flöten, 2 Oboen, 2 Klarinetten, 2 Fagotte
- Blechblasinstrumente: 4 Hörner, 3 Trompeten, 3 Posaunen, Tuba
- Schlagzeug: Pauken, Glockenspiel, Kleine Trommel, Becken, Tamburin, Bongos
- Streichinstrumente: Harfe, Streicher

In der Kammer-Fassung werden die Blechbläser überwiegend durch die Orgel ersetzt. Es wird jeweils nur ein Holzblasinstrument verlangt, und in den Streichern nur mindestens zwei erste Geigen, zwei zweite Geigen, zwei Bratschen, Cello und Kontrabass.

## Sätze
Die folgende Tabelle zeigt für die sieben Sätze den Titel, das Tempo, das Rutter oft auf Englisch charakterisiert, die Stimmen, den Takt, die Tonart und die Textquelle. Die Information ist für die Satzanfänge angegeben. Rutter wechselt Tempo, Tonart und Takt häufig. Die Quelle für die Einzelheiten ist die Chorpartitur.
| Nr. | Titel                    | Tempobezeichnung                          | Besetzung    | Takt      | Tonart    | Textquelle                                          |
| --- | ------------------------ | ----------------------------------------- | ------------ | --------- | --------- | --------------------------------------------------- |
| 1   | Magnificat anima mea     | Bright and joyful (Hell und fröhlich)     | Chor         | 3/8 / 3/4 | G-Dur     | Lk 1,46-48                                          |
| 2   | Of a Rose, a lovely Rose | Tranquil and flowing (Ruhig und fließend) | Chor         | 3/4       | D-dorisch | Englisches Gedicht des 15. Jahrhunderts             |
| 3   | Quia fecit mihi magna    | Andante maestoso (Majestätisch gehend)    | Chor         | 3/4       | D-Dur     | Lk 1,49 , Sanctus                                   |
| 4   | Et misericordia          | Andante fluente (Flüssig gehend)          | Sopran, Chor | 3/4       | As-Dur    | Lk 1,50                                             |
| 5   | Fecit potentiam          | Allegro energico (Fröhlich und energisch) | Chor         | 4/4       |           | Lk 1,52                                             |
| 6   | Esurientes               | Slow and calm (Langsam und still)         | Sopran, Chor | 12/8      | B-Dur     | Lk 1,53-55                                          |
| 7   | Gloria Patri             | Maestoso (Majestätisch)                   | Chor         | 3/4       | D-Dur     | Doxologie, eingefügt: Sancta Maria, succure miseris |

## Aufführung, Einspielung und Veröffentlichung
Die Uraufführung wurde am 26. Mai 1990 in der Carnegie Hall vom Komponisten geleitet, mit der Solistin Maria Alsatti und dem Manhattan Chamber Orchestra. Rutter dirigierte auch eine Einspielung mit Patricia Forbes, den Cambridge Singers und der City of London Sinfonia. Eine Aufführung dauert ungefähr 40 Minuten. Das Werk erschien 1991 bei Oxford University Press. Der Komponist lieferte eine alternative singbare Fassung in englischer Sprache. Of a Rose, a lovely Rose wurde 1998 auch einzeln veröffentlicht.
Ein Rezensent bemerkte, dass Rutter „emphasises the joy experienced by a … soon to be mother“ (die Freude einer Frau, die bald Mutter wird, betont), mit „a good balance between the extrovert and intimate“ (einer guten Balance zwischen extrovertiert und intim) und mit singbaren Melodie mit Verständnis für die Singstimme. Er endete: „The orchestration is brilliant and very colourful, with lots of trumpet fanfares complementing the festive spirit of the music“ (Die Instrumentierung ist strahlend und farbenreich, mit vielen Trompetenfanfaren, die den festlichen Geist der Musik vermitteln).
Im Jahr 2006 wurde Rutters Magnificat von Rondeau Production unter Mitwirkung des Knabenchores Hannover und der Nürnberger Symphoniker in der Nürnberger Meistersingerhalle live eingespielt und schließlich 2007 auf CD veröffentlicht.